# Вершков, Иван Васильевич
Иван Васильевич Вершков (1938—2021) — советский и российский военачальник, генерал-лейтенант (1990). Командующий 27-й гвардейской ракетной армии (1989—1994).

## Биография
Родился 12 октября 1938 года в хуторе Вольный Труд Советского района Краснодарского края в крестьянской семье.
С 1957 по 1960 год обучался в Первом Вольском военном авиационно-техническом училище ВВС СССР. В 1969 году окончил Ленинградскую Краснознамённую военно-воздушную инженерную академию имени А. Ф. Можайского. В 1982 году окончил Военную ордена Ленина Краснознамённую ордена Суворова академию Генерального штаба Вооружённых Сил СССР имени К. Е. Ворошилова.
С 1960 года служил в войсках РВСН СССР в составе 431-го гвардейского ракетного Киевско-Ровенского ордена Ленина Краснознамённого орденов Суворова, Кутузова и Богдана Хмельницкого полка 50-й ракетной дивизии в должностях: начальник склада специального топлива, старший техник отделения и инженер — начальник отделения, с 1965 по 1968 год — старший инженер — заместитель командира батареи по технической части, с 1968 по 1970 год — командир батареи, с 1970 по 1971 год — начальник штаба — заместитель командира дивизиона этого полка. С 1971 года — начальник 319-й  военной школы младших специалистов 50-й ракетной дивизии. 
С 1971 по 1973 год — командир дивизиона, с 1973 по 1974 год — заместитель командира и с 1974 по 1977 год — командир 178-го ракетного полка в составе 35-й ракетной дивизии. С 1977 по 1982 год — заместитель командира 44-й ракетной дивизии. С 1982 по 1985 год — командир 50-й ракетной дивизии, в 1985 году «За большие заслуги в вооруженной защите социалистической Родины, успехи в боевой и политической подготовке» дивизия под руководством И. В. Вершкова была награждена орденом Красного Знамени.
С 1985 по 1989 год — член Военного Совета и первый заместитель командующего, с  1989 по 1994 год — командующий 27-й гвардейской ракетной армии.
Скончался 17 января 2021 года во Владимире. 

## Высшие воинские звания
- Генерал-майор (29.10.1984)
- Генерал-лейтенант (20.02.1990)[5]

## Награды
- Орден «За службу Родине в Вооружённых Силах СССР» II и III степени
- Медаль «За укрепление боевого содружества»